# Agalinis wrightii
Agalinis wrightii là loài thực vật có hoa thuộc họ Cỏ chổi. Loài này được (A.Gray) Tidestr. mô tả khoa học đầu tiên năm 1935.